# Lepidothrix
Lepidothrix é um género de ave da família Pipridae.
Este género contém as seguintes espécies:
- Lepidothrix coeruleocapilla
- Lepidothrix coronata
- Lepidothrix iris
- Lepidothrix isidorei
- Lepidothrix nattereri
- Lepidothrix serena
- Lepidothrix suavissima
- Lepidothrix vilasboasiReferências

1. ↑  «ITIS Standard Report Page: Lepidothrix». www.itis.gov. Consultado em 1 de maio de 2018